# George Graham (rugbista)
George Graham (Stirling, 19 gennaio 1966) è un ex rugbista a 13 e a 15 e allenatore di rugby a 15 britannico, internazionale a 13 per Scozia e Gran Bretagna e a 15 per la Scozia, attualmente tecnico del Gala RFC di Galashiels (Scottish Borders).

## Biografia
Proveniente da Stirling, crebbe e militò per buona parte della sua carriera nel club della sua città natale, tranne una stagione in Inghilterra ai London Scottish.
Divenne professionista nel 1992 quando passò al rugby a 13 nelle file della formazione inglese del Carlisle; da tredicista fu anche internazionale per la Scozia e per il Regno Unito.
Tornato al rugby a 15 dopo il passaggio al professionismo di tale disciplina, fu ingaggiato dal Newcastle Falcons e trovò anche la Nazionale scozzese all'età di 31 anni; con il club inglese vinse la Coppa Anglo-Gallese nel 2001 e, nel 2002, esordì in Celtic League con la maglia degli scozzesi Borders, in cui concluse la carriera da giocatore nel 2004.
A livello internazionale esordì con la Scozia durante i test match autunnali del 1997 a Murrayfield contro l'Australia; scese in campo nei Cinque Nazioni 1998 e 1999 (il più recente vinto dagli scozzesi), nonché nei Sei Nazioni 2000 e 2002; in tale torneo disputò il suo ultimo test match, contro il Galles a Cardiff, e fece anche parte della rosa che prese pare alla Coppa del Mondo di rugby 1999 in Galles (con quattro incontri).
Terminata l'attività agonistica rimase nei Borders come allenatore degli avanti e, contemporaneamente, ricoprì lo stesso ruolo nello staff tecnico della Nazionale scozzese, con cui prese parte alla Coppa del Mondo di rugby 2007 in Francia.
Sollevato dall'incarico insieme all'altro assistente Alan Tait nell'aprile 2008 a causa del secondo insuccesso consecutivo nel Sei Nazioni (insuccesso del quale in seguito disse di essere stato solo uno dei capri espiatori), nell'estate successiva fu ingaggiato in Italia dal Petrarca; al termine del Super 10 2008-09, nonostante la riconferma, Graham chiese di essere lasciato libero dal Petrarca per ragioni familiari; tornato in Scozia ha assunto la direzione tecnica, in coppia con Dave Boland, della prima squadra del Gala Rugby FC, formazione di Galashiels, nella regione dei Borders.

## Palmarès

### Giocatore
- Coppe Anglo-Gallesi: 1
Newcastle: 2000-01